# کوچه برلن

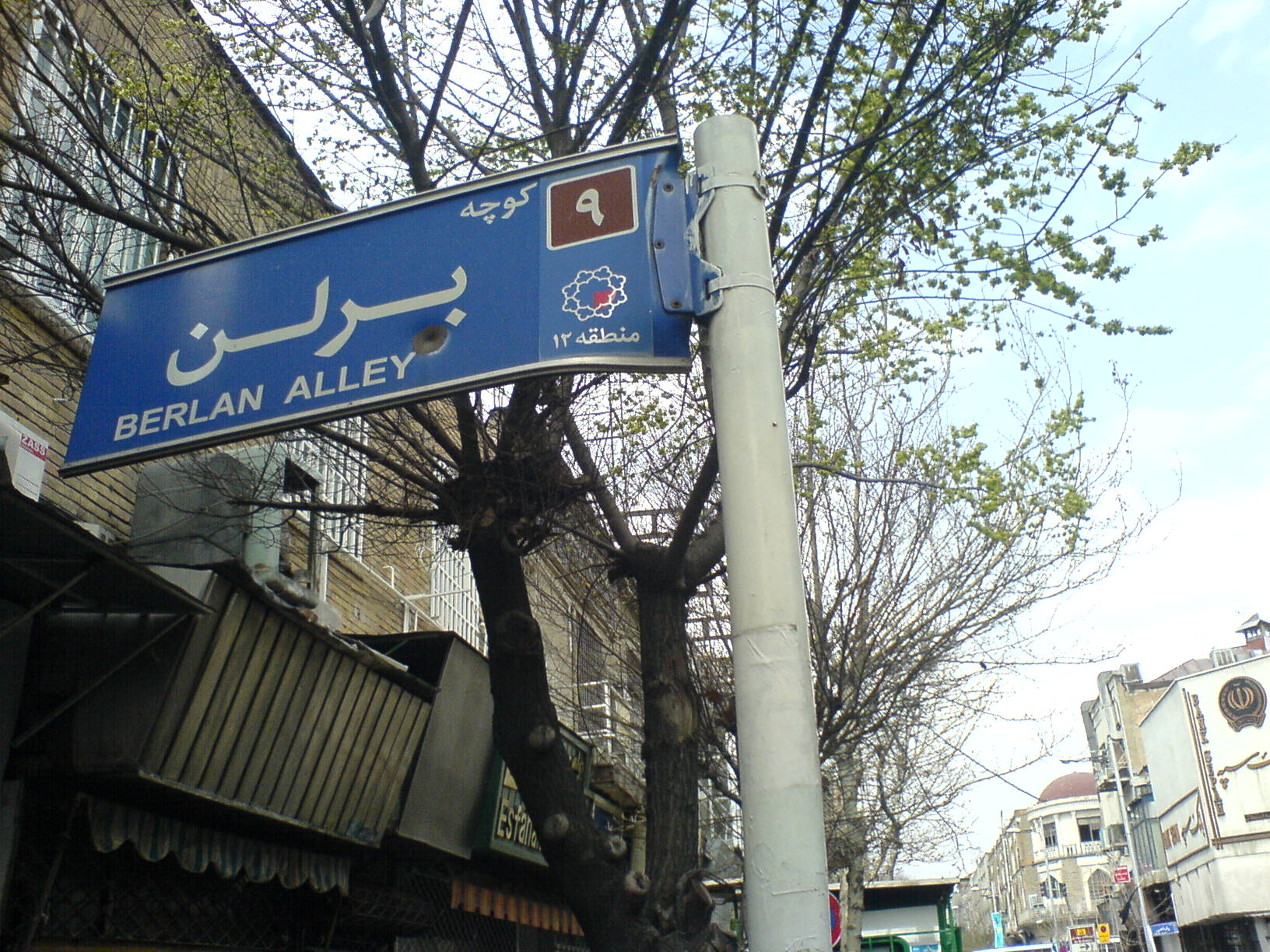
تابلوی کوچه برلن

کوچه بـِرلین نام کوچه‌ای قدیمی و تاریخی در مرکز شهر تهران است. این کوچه که حدود ۲۶۰ متر طول دارد، در مرکز شهر تهران در جنوب خیابان جمهوری اسلامی، در میان خیابان‌های لاله‌زار جنوبی و فردوسی واقع شده و دارای مغازه‌های مختلف برای پارچه و پوشاک و لباس شب مجلسی به‌ویژه لباس زیر و کالاهای دیگر است. دست‌فروشان زیادی در این کوچه به فروش اجناس خود می‌پردازند. از قدیم جمعه‌بازار تهران در یک پارکینگ طبقاتی مجاور این کوچه دایر است.

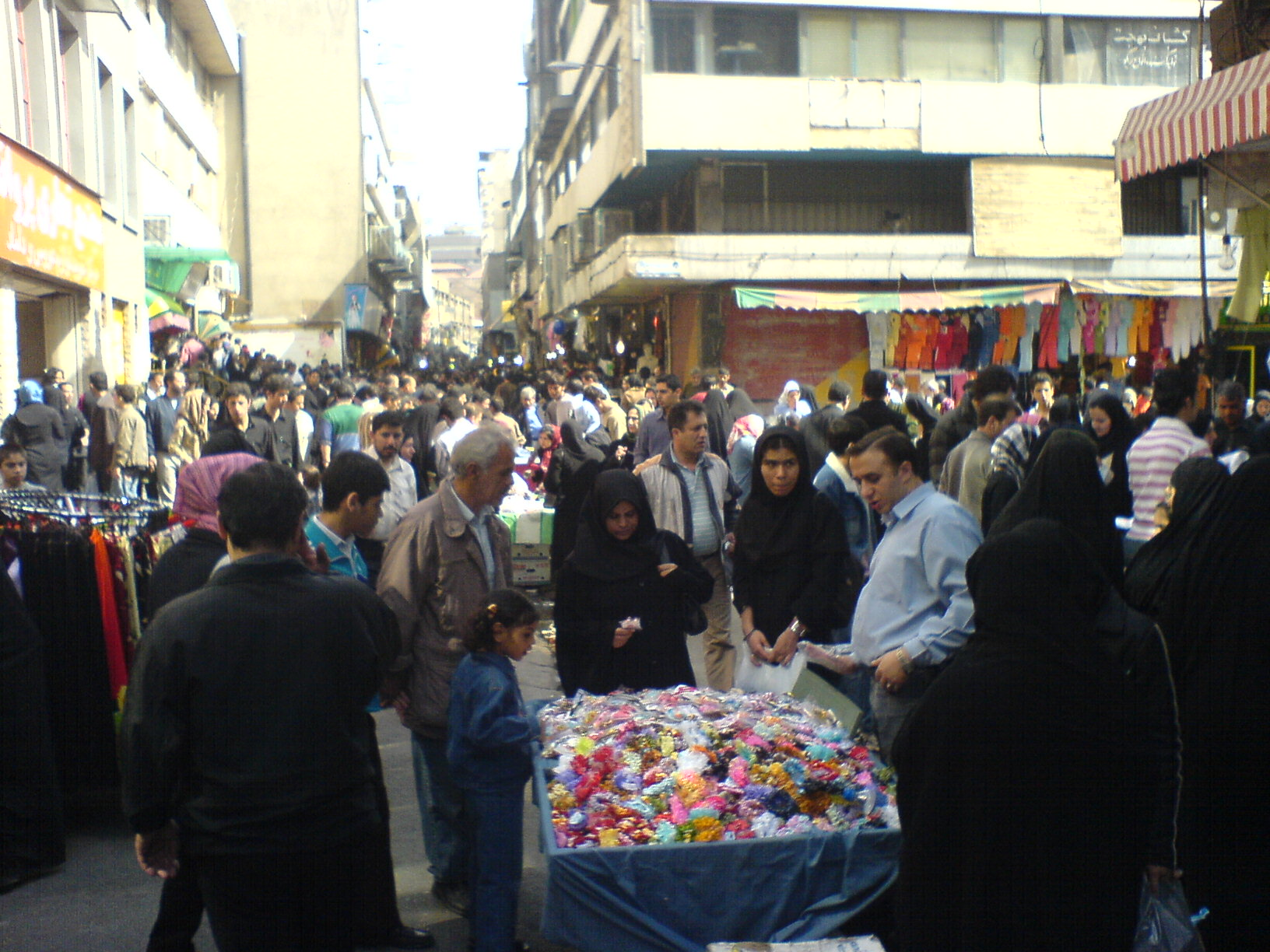
فروش خیابانی پوشاک در کوچه برلن

دروازه جنوبی سفارت آلمان به این کوچه باز می‌شود و نام آن از نام پایتخت کشور آلمان، برلن (Berlin با تلفظ فرانسوی) گرفته شده‌است. یکی از درهای سفارت آلمان نیز به این کوچه باز می‌شود. از اماکن نزدیک به آن می‌توان به خیابان لاله‌زار، تئاتر پارس، دفتر نشر فرهنگ اسلامی، موزه سینما، بیمارستان بانک ملی، شهرداری منطقه ۱۲، خانه اتحادیه، موزه جواهرات ملی، سفارت ترکیه و سفارت آلمان نام برد.